# 三軒茶屋站
三軒茶屋站（日语：／ Sangen-jaya eki */?）是位於日本東京都世田谷區太子堂，屬於東急電鐵田園都市線與世田谷線的鐵路車站。

## 概要
田園都市線與世田谷線皆在本站停靠，兩條路線在閘外聯絡，車費分別計算。世田谷線的三軒茶屋車站曾獲選為關東車站百選。田園都市線的車站編號是DT 03，世田谷線則是SG 01。

## 歷史
本站從新玉川線的計畫階段開始就採取與首都高速道路3號澀谷線、國道246號線陸橋基礎及地下道構造一體化的設計。其中地下道部分在1971年（昭和46年）12月完成，先行啟用。
2005年（平成17年）10月上旬至2007年（平成19年）3月下旬，本站進行樓梯增設等地下站火災対策設施整備工程與二子玉川側新檢票口（西檢票口）設置、電梯新設等車站改良工程。
- 1907年（明治37年）3月6日 - 玉川電気鐵道（之後的東急玉川線）通車。
- 1925年（大正14年）1月18日 - 世田谷線三軒茶屋站開業。
  - 當時車站前方有轉轍器通往二子玉川園方向與下高井戶方向，但往二子玉川方向僅下行線有安全地帶，因此上行線乘客是直接在道路上上下車。
- 1969年（昭和44年）5月10日 - 玉川線廢止。
- 1977年（昭和52年）4月7日，新玉川線（現田園都市線）三軒茶屋站開業，並與半藏門線直通[2]。
- 1992年（平成4年）11月11日 - 三軒茶屋站周邊進行再開發，世田谷線車站暫時移至現址靠西太子堂側。
- 1996年（平成8年）11月15日 - 世田谷線車站移回現址。
- 1998年（平成10年）－入選關東車站百選（第二回）。
- 約2000年，新玉川線名為田園都市線。
- 2017年（平成29年）12月24日 - 田園都市線月台啟用月台門。

## 結構

### 田園都市線

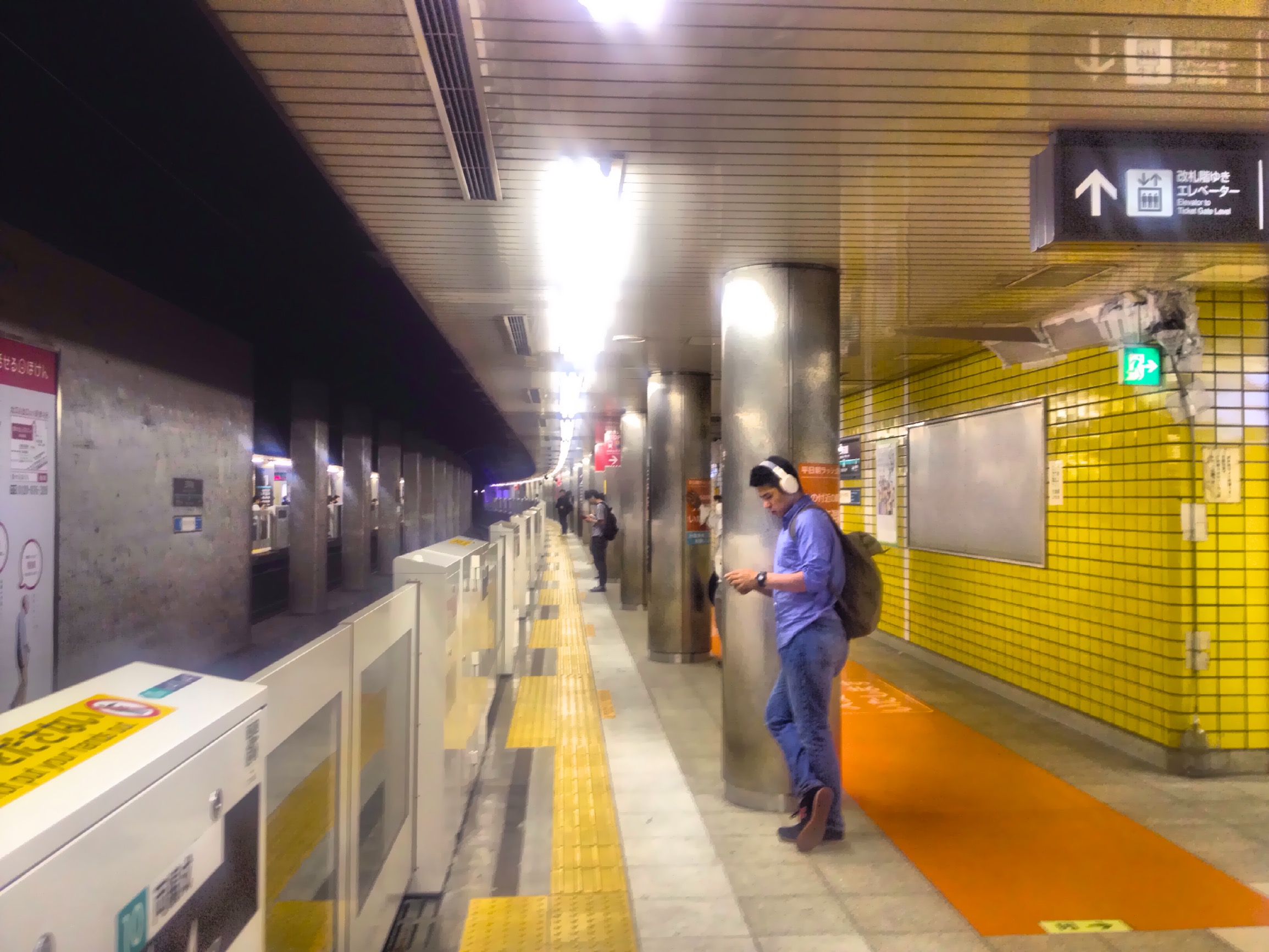
田園都市線月台（2018年6月）

本站為側式月台2面2線的地底車站。車站代表色為「■檸檬色」。驗票口分為中央剪票口以及於2007年（平成19年）新設的西檢票口。自動售票機在地下一樓大廳的中央剪票口旁。
廁所在地下1樓中央剪票口內。多功能廁所則在2007年（平成19年）3月新設於西剪票口內。月台與中央剪票口之間有電扶梯連通，月台與西剪票口之間則設有電梯。2013年，本站新設副站名「昭和女子大學前」。

#### 月台配置
| 月台 | 路線       | 方向 | 目的地                                     |
| ---- | ---------- | ---- | ------------------------------------------ |
| 1    | 田園都市線 | 下行 | 二子玉川、長津田、中央林間方向             |
| 2    | 田園都市線 | 上行 | 澀谷、 半藏門線 押上、 伊勢崎線 春日部方向 |

（來源：東急電鐵:車站構內圖（页面存档备份，存于））

### 世田谷線

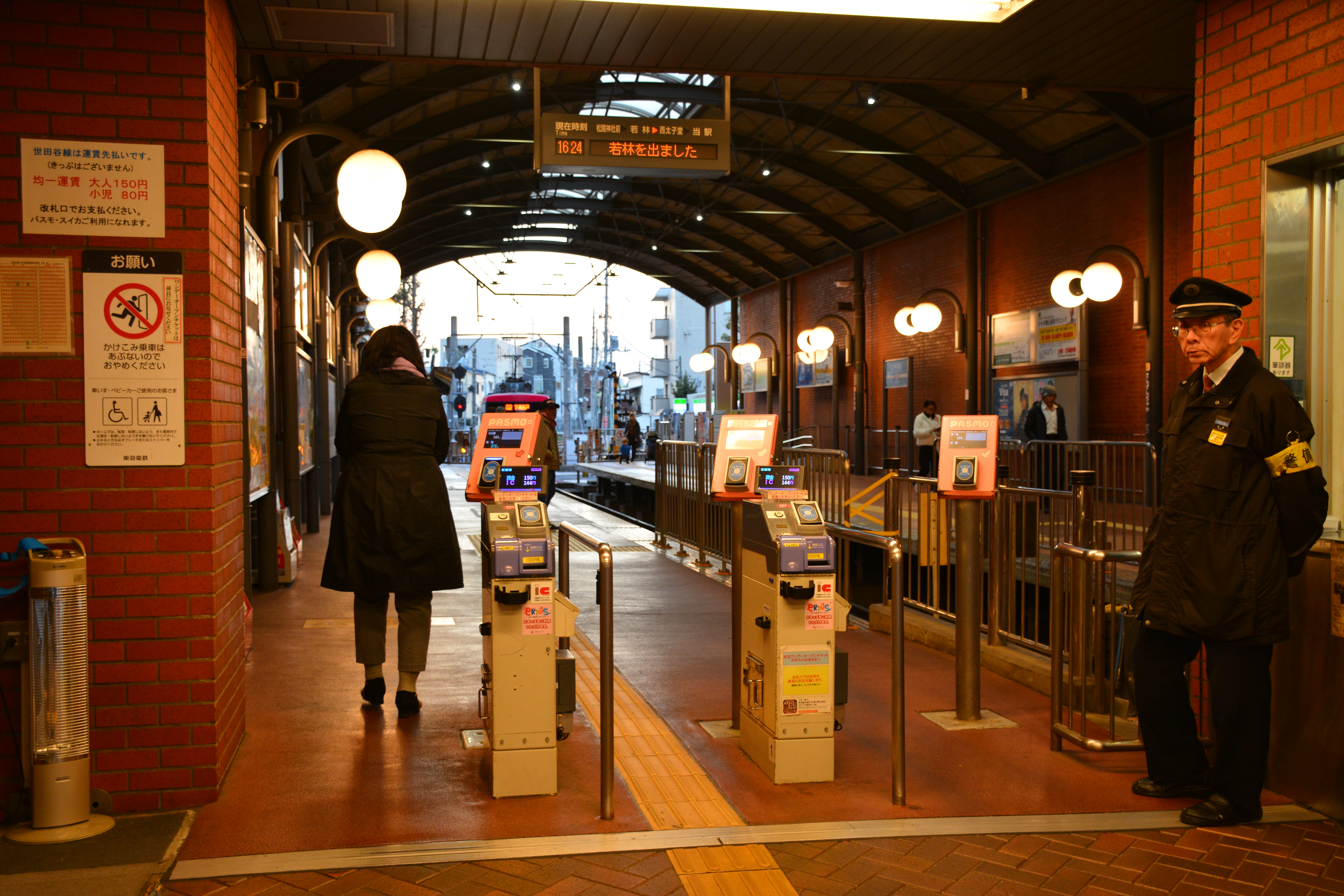
世田谷線驗票口（2018年12月）

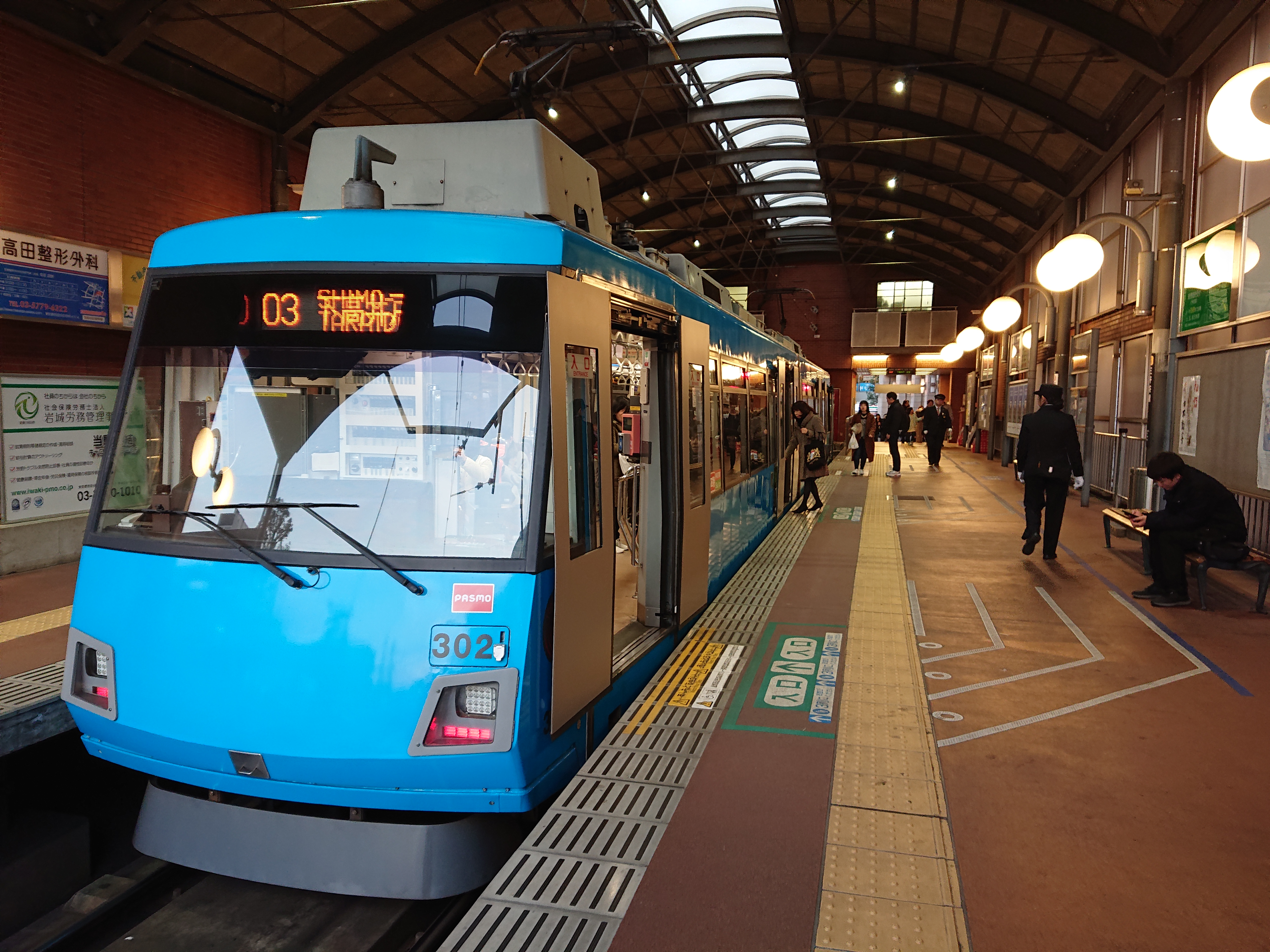
世田谷線月台（2018年12月）

本站為港灣式月台2面1線的地面車站。1線線路兩側分別為乘車月台與下車月台。下車月台側沒有檢票口，需利用通道前往。玉川線廢止至胡蘿蔔塔建設等再開發完成為止，月台設於三軒茶屋路口（現在三茶Patio旁），之後再遷入胡蘿蔔塔一樓。下車月台的西太子堂側有斜坡供輪椅乘客使用。

#### 月台配置
| 月台 | 路線     | 方向 | 目的地             |
| ---- | -------- | ---- | ------------------ |
| 南側 | 世田谷線 | 下行 | 上町、下高井戶方向 |
| 北側 | 世田谷線 | 上行 | （下車專用）       |

（來源：東急電鐵:車站構內圖（页面存档备份，存于））

## 使用情況
- 東急電鐵[利用客数 1]
  - 田園都市線 - 2016年度1日平均上下車人次為136,149人。
田園都市線內僅次於澀谷站、溝之口站排行第3位。
  - 世田谷線 - 此站沒有公佈上車人次。
世田谷線全線的上車人次參見世田谷線#使用情況。

田園都市線開業以後1日平均上下、上車人次如下表。
| 年度               | 1日平均 上下車人次 | 1日平均 上車人次 | 出典              |
| ------------------ | ------------------ | ---------------- | ----------------- |
| 1977年（昭和52年） | 54,758             | 27,265           | [ 東京都統計 1 ]  |
| 1978年（昭和53年） | 58,998             | 30,799           | [ 東京都統計 2 ]  |
| 1979年（昭和54年） | 64,161             | 33,205           | [ 東京都統計 3 ]  |
| 1980年（昭和55年） | 66,511             | 34,466           | [ 東京都統計 4 ]  |
| 1981年（昭和56年） | 68,492             | 35,624           | [ 東京都統計 5 ]  |
| 1982年（昭和57年） | 71,020             | 36,942           | [ 東京都統計 6 ]  |
| 1983年（昭和58年） | 74,695             | 39,733           | [ 東京都統計 7 ]  |
| 1984年（昭和59年） | 81,168             | 42,626           | [ 東京都統計 8 ]  |
| 1985年（昭和60年） | 87,645             | 45,311           | [ 東京都統計 9 ]  |
| 1986年（昭和61年） | 91,207             | 47,747           | [ 東京都統計 10 ] |
| 1987年（昭和62年） | 94,924             | 49,035           | [ 東京都統計 11 ] |
| 1988年（昭和63年） | 98,145             | 50,544           | [ 東京都統計 12 ] |
| 1989年（平成元年） | 101,413            | 52,576           | [ 東京都統計 13 ] |
| 1990年（平成02年） | 106,358            | 55,232           | [ 東京都統計 14 ] |
| 1991年（平成03年） | 108,155            | 56,418           | [ 東京都統計 15 ] |
| 1992年（平成04年） | 107,658            | 56,166           | [ 東京都統計 16 ] |
| 1993年（平成05年） | 108,007            | 55,976           | [ 東京都統計 17 ] |
| 1994年（平成06年） | 109,031            | 55,510           | [ 東京都統計 18 ] |
| 1995年（平成07年） | 108,819            | 55,742           | [ 東京都統計 19 ] |
| 1996年（平成08年） | 110,873            | 56,769           | [ 東京都統計 20 ] |
| 1997年（平成09年） | 113,272            | 58,325           | [ 東京都統計 21 ] |
| 1998年（平成10年） | 111,805            | 57,849           | [ 東京都統計 22 ] |
| 1999年（平成11年） | 111,077            | 57,531           | [ 東京都統計 23 ] |
| 2000年（平成12年） | 109,817            | 56,954           | [ 東京都統計 24 ] |
| 2001年（平成13年） | 108,678            | 57,174           | [ 東京都統計 25 ] |
| 2002年（平成14年） | 107,921            | 56,568           | [ 東京都統計 26 ] |
| 2003年（平成15年） | 110,544            | 57,590           | [ 東京都統計 27 ] |
| 2004年（平成16年） | 112,870            | 58,159           | [ 東京都統計 28 ] |
| 2005年（平成17年） | 113,799            | 58,728           | [ 東京都統計 29 ] |
| 2006年（平成18年） | 116,715            | 60,046           | [ 東京都統計 30 ] |
| 2007年（平成19年） | 121,299            | 62,245           | [ 東京都統計 31 ] |
| 2008年（平成20年） | 123,477            | 62,851           | [ 東京都統計 32 ] |
| 2009年（平成21年） | 122,736            | 62,300           | [ 東京都統計 33 ] |
| 2010年（平成22年） | 122,782            | 62,208           | [ 東京都統計 34 ] |
| 2011年（平成23年） | 122,133            | 61,767           | [ 東京都統計 35 ] |
| 2012年（平成24年） | 124,713            | 63,027           | [ 東京都統計 36 ] |
| 2013年（平成25年） | 128,457            | 64,704           | [ 東京都統計 37 ] |
| 2014年（平成26年） | 128,407            | 64,610           | [ 東京都統計 38 ] |
| 2015年（平成27年） | 132,845            | 66,795           | [ 東京都統計 39 ] |
| 2016年（平成28年） | 136,149            |                  |                   |

備考
1. ↑  1977年4月7日開業。

## 周邊
車站所在地為世田谷區太子堂，往二子玉川側才是三軒茶屋。
- 胡蘿蔔塔（日语：キャロットタワー）
- 國道246號（玉川通）
- 東京都道3號世田谷町田線（日语：東京都道3号世田谷町田線）（世田谷通）
- 東京都水道局（日语：東京都水道局）世田谷東營業所
- 警視廳世田谷警察署（日语：世田谷警察署）
- 東京消防廳第三消防方面本部（日语：東京消防庁第三消防方面本部）
  - 世田谷消防署
- 世田谷區役所三軒茶屋分廳舍
  - 世田谷區役所太子堂出張所
  - 世田谷產業廣場
- 世田谷郵便局（日语：世田谷郵便局）
  - 郵貯銀行世田谷店
- 三軒茶屋站前郵便局
- 世田谷太子堂郵便局
- 世田谷下馬二郵便局
- 世田谷上馬一郵便局
- 昭和女子大學 - 2013年4月起成為田園都市線副站名。
  - 人見紀念講堂（日语：昭和女子大学人見記念講堂）
- 世田谷學園中學校、高等學校（日语：世田谷学園中学校・高等学校）
- 世田谷區立三軒茶屋小學校（页面存档备份，存于）
- 最勝寺（日语：最勝寺 (世田谷区)）（教學院）
- 西友
- the b sangenjaya（ザ・ビー三軒茶屋）

### 巴士路線
三軒茶屋站
- 東急巴士
  - <黑06> 目黑站（經祐天寺站）

三軒茶屋
- 東急巴士、小田急巴士（日语：小田急バス）
  - 茶澤通北向
    - <下61> 北澤Town Hall（日语：北沢タウンホール）（經下北澤站前）（小田急）[6]

  - 茶澤通南向
    - <下61> 駒澤陸橋（經野澤龍雲寺）（小田急）[6]

  - 玉川通西向
    - <黑06> 目黑站（經祐天寺站）（東急）
    - <澀11> 田園調布站（經駒澤大學站、東京醫療中心（日语：独立行政法人国立病院機構東京医療センター）前、自由丘站入口）（東急）
    - <澀12> 二子玉川站、高津營業所（日语：東急バス高津営業所）（經駒澤、深澤八丁目、瀨田）（東急）
    - <澀82> 等等力、瀨田營業所（日语：東急バス瀬田営業所）（僅入庫班次）（經駒澤、深澤不動前）（東急）

  - 世田谷通西向
    - <澀05> 弦巻營業所（日语：東急バス弦巻営業所）（經駒留、向天神橋）（東急）
    - <澀21> 上町站（東急）
    - <澀22> 用賀站（東急）
    - <澀23> 祖師谷大藏站（經上町、農大前、千歲船橋）（東急）
    - <澀24> 成城學園前站西口（經上町、農大前、成育醫療研究中心前（日语：国立成育医療研究センター））（東急、小田急）
    - <澀26> 調布站南口（經上町、農大前、成育醫療中心前、狛江站北口）（小田急）

  - 玉川通東向
    - <澀11・12・82> 澀谷站（經大橋）（東急）

  - 世田谷通東向
    - <澀05・21・22・23・24> 澀谷站（經大橋）（東急）
    - <澀24・26> 澀谷站（經大橋）（小田急）

## 相鄰車站
東急電鐵
 田園都市線
■急行
澀谷（DT01）－三軒茶屋（DT03）－二子玉川（DT07）
■準急、■各站停車
池尻大橋（DT02）－三軒茶屋（DT03）－駒澤大學（DT04）
 世田谷線
三軒茶屋（SG01）－西太子堂（SG02）

## 延伸閱讀
- 宮田道一. . JTBパブリッシング. 2008-09-01. ISBN 9784533071669.

## 外部連結
- 三軒茶屋（各站資訊） - 東急電鐵（田園都市線）（日語）
- 三軒茶屋（各站資訊） - 東急電鐵（世田谷線）（日語）